# Сёдерстрём, Густаф
Густаф Сёдерстрём (швед. Gustaf Söderström; 25 ноября 1865, Стокгольм — 12 ноября 1958, Лидингё) — шведский легкоатлет и перетягиватель каната, чемпион летних Олимпийских игр 1900.
В легкоатлетических соревнованиях на Играх Сёдерстрём занял шестые места в толкании ядра и в метании диска. В перетягивании каната его команда заняла первое место, обыграв в единственной встрече французов.